# Anne-Claude Wolfers
Pour les articles homonymes, voir Wolfers.
Anne-Claude Wolfers est une patineuse artistique française de danse sur glace. Elle est triple championne de France de 1971 à 1973.

## Biographie

### Carrière sportive
Anne-Claude Wolfers patine avec Roland Mars. Ils sont triples champions de France de 1971 à 1973.
Ils représentent la France à trois championnats européens (1971 à Zurich, 1972 à Göteborg et 1973 à Cologne) et quatre mondiaux (1970 à Ljubljana, 1971 à Lyon, 1972 à Calgary et 1973 à Bratislava).
Elle arrête les compétitions sportives après les mondiaux de 1973.

## Palmarès
| Compétition            | 1969 | 1970 | 1971 | 1972 | 1973 |  |  |  |  |  |  |  |  |  |
| Championnats du monde  |      | 16e  | 13e  | 12e  | 16e  |  |  |  |  |  |  |  |  |  |
| Championnats d’Europe  |      |      | 11e  | 10e  | 11e  |  |  |  |  |  |  |  |  |  |
| Championnats de France | 2e   | 2e   | 1re  | 1re  | 1re  |  |  |  |  |  |  |  |  |  |
|                        |      |      |      |      |      |  |  |  |  |  |  |  |  |  |